# Вермёлен, Гейс
Гейс Вермёлен (нидерл. Gijs Vermeulen; 7 мая 1981 года, Амстердам) — голландский спортсмен, гребец, многократный призёр чемпионатов мира по академической гребле (2005, 2006, 2007). Серебряный призёр Летних Олимпийских игр 2004 года.

## Биография
Вермёлен родился 7 мая 1981 года в нидерландском городе Амстердам. Тренировался на базе клуба «Salgemene Groninger Studenten Roeivereniging Gyas». Профессиональную карьеру гребца начал с 1998 года.
Первым соревнованием международного уровня, в котором Вермёлен принял участие, был чемпионат мира по академической гребле среди юниоров 1998 года, проходивший в австрийском городе Оттенсхайм. Во время финального заплыва четвёрок группы FB его команда с результатом 06:09.670 заняла первое место.
Единственная олимпийская медаль в активе Вермёлена была добыта на Летних Олимпийских играх 2004 года в Афинах. В составе восьмёрки с рулевым его команда пришла второй в финальном заплыве. С результатом 5:43.75 они выиграли серебряный комплект наград, уступив первенство соперникам из США (5:42.48 — 1-е место).
Первая медаль на чемпионате мира по академической гребле была добыта в 2005 году. Во время соревнований, что проходили в японском городе Кайдзу, голландская четвёрка в финальном заплыве с результатом 6:13.23 заняла второе место, уступив первенство гребцам из Великобритании (6:11.59 — 1-е место), обогнав при этом соперников из Канады (6:16.02 — 3-е место).